# Fritiof Nilsson Piraten

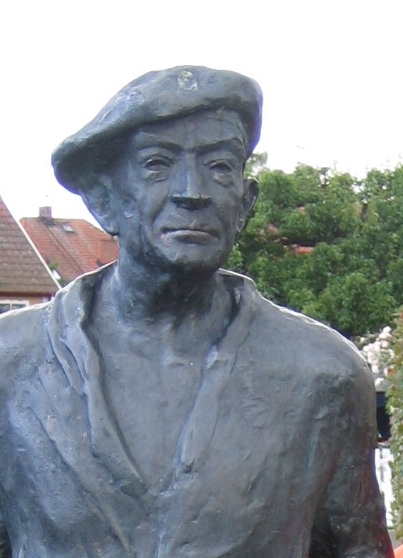
Staty över Fritiof Nilsson Piraten i Kivik av Göran Hazelius.

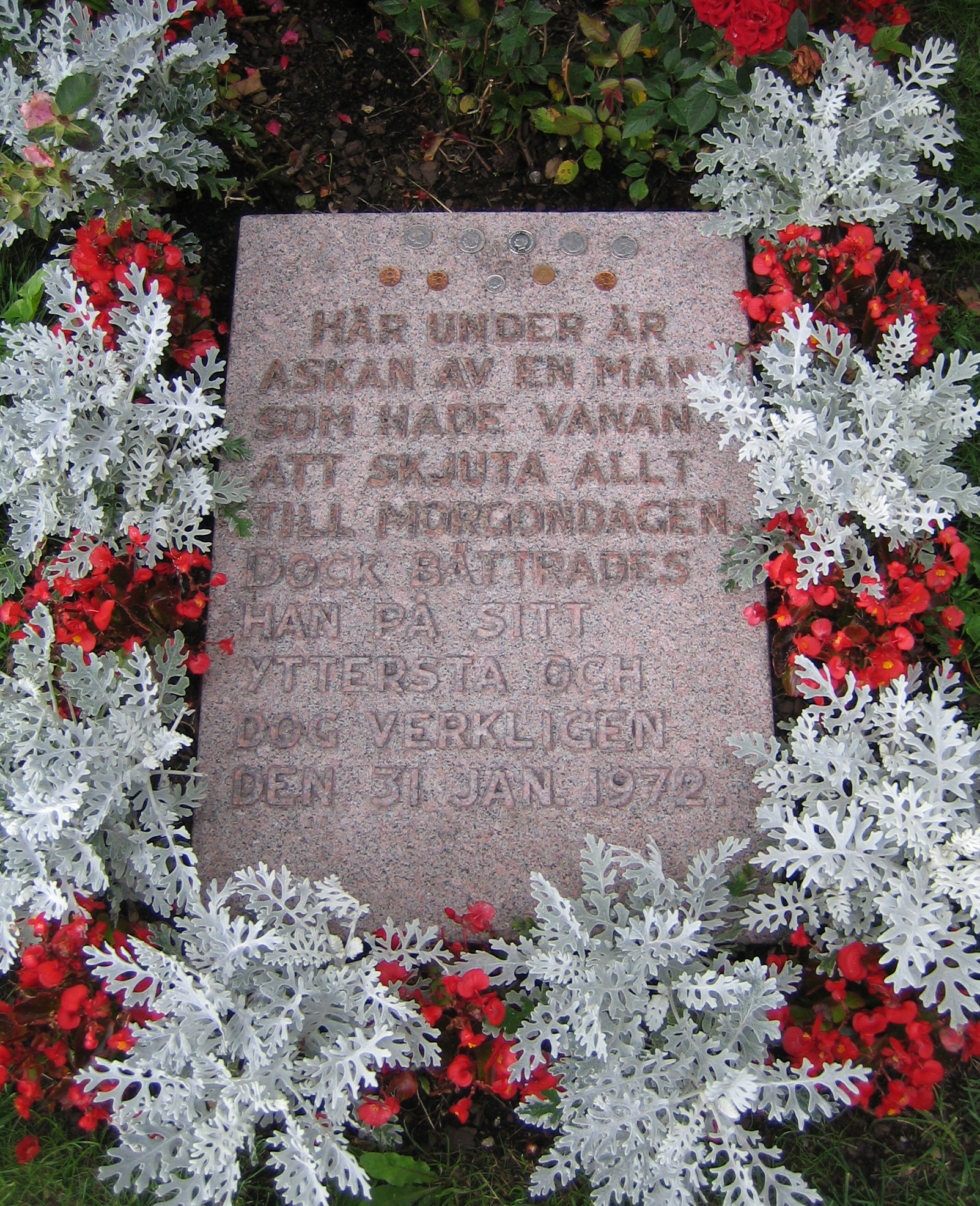
Gravstenen på Ravlunda kyrkogård med texten: "Här under är askan av en man som hade vanan att skjuta allt till morgondagen. Dock bättrades han på sitt yttersta och dog verkligen den 31 jan. 1972." Något som framgår av bilden men som nästan aldrig nämns när man citerar ovanstående text är att hans namn inte står på gravstenen.

Fritiof Nilsson Piraten, egentligen Nils Fritiof Adam Nilsson, född 4 december 1895 i Vollsjö i Färs härad i Skåne, död 31 januari 1972  i Malmö, var en svensk författare och advokat. 
Nilsson anses vara en av den svenska skrönans mästare och är bland annat känd för sin debutroman Bombi Bitt och jag (1932). Han erhöll De Nios stora pris år 1949 och Gustaf Fröding-stipendiet år 1957.

## Biografi

### Ungdom och studier
Fritiof Nilsson föddes och växte upp i Vollsjö där hans far var stins. Efter en termin på Katedralskolan i Lund hotades han av relegering på grund av "värdshusbesök, spritförtäring och slarvig skolgång". Två terminer senare blev han relegerad från Ystads högre allmänna läroverk, efter opassande kontakter med flickor och en rymning till Köpenhamn. Han förklarade sig med att han inte trivdes med skolans ordning och ville tvinga sin far att låta honom sluta skolgången. Efter några månaders lantbruksarbete och två månader till sjöss tog sig Nilsson samman och klarade redan december 1913 studentexamen som privatist vid Kristianstads högre allmänna läroverk, en hel termin före sina gamla klasskamrater.
Nilsson utbildade sig till jurist vid Lunds universitet 1914–1918. Där föddes dottern Eivor 1915, vilket Nilsson fick kännedom om först på 1930-talet. En av flera teorier om hur han fick smeknamnet "Piraten" är att han fick det under studietiden efter att flera gånger underhållit sitt matlag med rafflande berättelser om sin korta tid till sjöss.

### Jurist och författare
Piraten satt ting i Eslöv 1918, arbetade på Emil Heijnes advokatbyrå i Stockholm 1919–21 och drev egen advokatfirma i Tranås 1921–30. Tiden i Tranås blev den verkliga startpunkten för Piratens litterära bana. En stor del av sin lediga tid ägnade han sig åt historieberättande med en nära vän. Tiden på advokatbyrån inskränkte sig till några timmar per dag. Sekreteraren Christina skötte mycket av grovarbetet och renskrev hans litterära manuskript.
Dock ansågs han vara en skicklig advokat och därtill mycket underhållande i rätten, något av en domstolsclown. År 1929 flyttade hans dåvarande hustru Karin Jerlov, syster till Sigbert och Emil Jerlov, till Göteborg för att sätta upp en tandläkarpraktik i Lerum. 1931–36 bodde också Piraten i Göteborg, där dottern Eva Louise föddes 1933. I Göteborg ingick Frank Heller i umgänget.
Debuten 1932 med Bombi Bitt och jag blev en stor succé. Piraten följde upp framgången året därpå med Bock i örtagård, som befäste hans rykte. Därefter gick han in för att bli författare på heltid. Med Tora Hallgren, som var dotter till Ivar Månsson och skulle bli Piratens hustru 1939, flyttade han till Kivik 1936. År 1949 tog de, av skatteskäl, ut skilsmässa men fortsatte att bo ihop.

### Senare år
Från början av 1950-talet blev den litterära produktionen sparsammare och det mesta som trycktes var publicerat eller i varje fall skrivet tidigare. Religionsfrihet hade införts i Sverige 1951 och 1955 utträdde Fritiof Nilsson ur Svenska kyrkan. År 1956 flyttade Piraten till en "vinterlägenhet" i Malmö, men han fortsatte att tillbringa somrarna med Tora i Kivik.

## Eftermäle
År 1982 bildades Piratensällskapet i Lund. På 1980-talet fick författaren en gata uppkallad efter sig i Tranås, Piratens gata. Huset han bodde i på Storgatan försågs vid samma tid genom sällskapets försorg med en minnestavla i koppar.
Platsen utanför restaurang Henriksberg i Göteborg fick namnet Fritiof Nilsson Piratens plats den 4 december 2015. Han var stamgäst på restaurangen och det var där han skrev Bombi Bitt och jag.

### Samlade upplagor och urval
- Piraten berättar. 1-4. Stockholm: Bonnier. 1968
  -  Bokhandlaren som slutade bada. Libris 8390059
  -  Bombi Bitt och jag ; Bock i örtagård. Libris 8215088
  -  Bombi Bitt och Nick Carter. Libris 1280605
  -  Tre terminer. Libris 1788765
- Medaljerna / historier och kåserier i urval av Daniel Hjorth. Stockholm: Bonnier. 1973. Libris 7144041. ISBN 9100385158
- Bombi Bitt och hans mor : en rekonstruktion efter författarens efterlämnade papper / av Daniel Hjorth. Stockholm: Bonnier. 1974. Libris 7144484. ISBN 9100397040
- Ur Bombi Bitt och jag ; Bock i örtagård ; Historier från Färs ; ur Småländsk tragedi ; ur Vänner emellan ; ur Historier från Österlen / [red.: Daniel Hjorth]. Bokklubben Svalan, 99-0120395-3Svalans svenska klassiker, 99-0134162-0. Stockholm: Bonnier. 1977. Libris 7145274. ISBN 9100416614
- Levande bilder och andra berättelser / i urval av Lars Hansson ; ill. av Edward Lindahl. Stockholm: Bonnier. 1980. Libris 7146257. ISBN 9100447846
- Utflykt till ålabod / [bilder: John Melin]. [Malmö]: [Piratensällskapet]. 1987. Libris 684524
- Resa till Curaçao / redigerad och kommenterad av Helmer Lång. Piratensällskapets skriftserie, 99-0572000-6. Helsingborg: Lindfors/Litteraturtjänst. 1988. Libris 7753984. ISBN 918599801X
- Samlade skrifter. Atlantis. 1991-1993. Libris 1198875
  -  Bock i örtagård. 1991. Libris 1198885. ISBN 9174869582
  -  Historier från Färs. 1991. Libris 1198883. ISBN 9174869353
  -  Tre terminer. 1991. Libris 1198884. ISBN 9174869426
  -  Vänner emellan. 1991. Libris 1198886. ISBN 9174869590
  -  Bokhandlaren som slutade bada. 1992. Libris 1198889. ISBN 9174869892
  -  Bombi Bitt och jag. 1992. Libris 1198887. ISBN 9174869779
  -  Bombi Bitt och Nick Carter. 1992. Libris 1198888. ISBN 9174869787
  -  Flickan med bibelspråken och andra historier. 1992. Libris 1198890. ISBN 9174869906
  -  Millionären och andra historier. 1993. Libris 1198876. ISBN 917486047X
  -  Småländsk tragedi. 1993. Libris 1198877. ISBN 9174860550
- Inte bara vänbrev / red.: Helmer Lång. Piratensällskapets skriftserie, 99-0572000-6. Vejbystrand: Litteraturtjänst. 1997. Libris 7754021. ISBN 9185998567
- Piraten och Tranås / sammanställd av Mikael Persson. Vollsjö: Fritiof Nilsson Piraten sällskapet i samarbete med Badhotellet i Tranås. 1999. Libris 7800567. ISBN 9197373206
- Okänt - osett - omtyckt / [sammanställning: Mikael Persson ; illustrationer: Alf Andersson]. Vollsjö: Fritiof Nilsson Piraten sällskapet. 2002. Libris 8433108. ISBN 91-973732-4-9
- Käre Kjeld! : Fritiof Nilsson Piratens brev till Kjeld Elfelt. Fritiof Nilsson Piraten sällskapets skriftserie, 99-0572000-6. Vollsjö: Fritiof Nilsson Piratensällsk. 2003. Libris 9197593. ISBN 9197373265
- Andra historier / redaktör: Magnus Öhrn. Fritiof Nilsson Piraten sällskapets skriftserie, 99-0572000-6. Vollsjö: Fritiof Nilsson Piraten sällskapet. 2004. Libris 9833030. ISBN 9197373273
- Piratbubblor : citat / i urval av Per-Erik Sjösten och Mikael Persson ; [illustrationer: Leif Nelson]. Göteborg: Kabusa böcker. 2008. Libris 10867361. ISBN 9789173550710
- På begäran / med illustrationer av Alf Andersson : redaktör: Tomas Ekström. Fritiof Nilsson Piraten sällskapets skriftserie, 99-0572000-6. Vollsjö: Fritiof Nilsson Piraten sällskapet. 2014. Libris 17372882. ISBN 9789197708555

## Priser och utmärkelser
- De Nios stora pris 1949
- Gustaf Fröding-stipendiet 1957
- Doblougska priset 1965